# 威廉·米勒 (传教士)
威廉·米勒 （英語：William Miller，1782年2月15日—1849年12月20日），美国浸礼宗传教士，十九世纪中期建立了北美宗教运动再临宗。在他所说的耶稣再临未实现后，其追随者分裂成多个组织，其中包括基督复临安息日会。